# Shane Sewell
Shane Sewell (5 de Setembro de 1972, Ontário, Canadá) é um lutador de wrestling profissional canadense, mais conhecido por aparições em Porto Rico, nas promoções International Wrestling Association e World Wrestling Council.
Dentre os seus título, destacam-se o IWA World Heavyweight Championship, onde foi o primeiro campeão e conquistou-o nove vezes no total; e o WWC Universal Heavyweight Championship (2 vezes).

## Campeonatos e prêmios
- International Wrestling Association
  - IWA Hardcore Championship (6 vezes) [1]
  - IWA Intercontinental Heavyweight Championship (2 vezes)[2]
  - IWA World Heavyweight Championship (9 vezes)[3] (Primeiro)
  - IWA World Tag Team Championship (3 vezes) - com KC James (2) e Abyss (1)[4]

- World Wrestling Council
  - WWC Intercontinental Heavyweight Championship (1 vez)
  - WWC Puerto Rico Heavyweight Championship (1 vez)
  - WWC Universal Heavyweight Championship (2 vezes)
  - WWC World Tag Team Championship (2 vezes) - com Sean Morley (1) e Ricky Santana (1)
  - WWC World Television Championship (1 vez)